# Jewgienij Charłaczow
Jewgienij Walerjewicz Charłaczow (ros. Евгений Валерьевич Харлачёв, ur. 20 stycznia 1974 w Togliatti) – rosyjski piłkarz grający na pozycji lewego pomocnika. W swojej karierze rozegrał 6 meczów w reprezentacji Rosji.

## Kariera klubowa
Swoją karierę piłkarską Charłaczow rozpoczął w klubie Torpedo Togliatti. W 1992 roku został piłkarzem klubu Krylja Sowietow Samara i wtedy też zadebiutował w jego barwach w Priemjer-Lidze. W zespole Krylji Sowietow spędził dwa sezony.
W 1994 roku Charłaczow przeszedł do Lokomotiwu Moskwa. W sezonie 1995 wywalczył z nim wicemistrzostwo Rosji. W sezonach 1996 i 1997 dwukrotnie z rzędu zdobył z Lokomotiwem Puchar Rosji. W latach 1999–2001 wywalczył trzy wicemistrzostwa kraju, a w 2000 i 2001 roku dodatkowo sięgnął po rosyjski puchar.
W 2001 roku Charłaczow odszedł z Lokomotiwu do Dynama Moskwa. Grał w nim do końca 2003 roku. W 2004 roku przeszedł do Saturna Ramienskoje. W drugiej połowie 2004 grał w Bałtice Kaliningrad. Karierę zakończył w 2005 roku jako gracz Łady Togliatti.
| Sezon | Klub                   | Kraj  | Rozgrywki        | Mecze | Gole |
| ----- | ---------------------- | ----- | ---------------- | ----- | ---- |
| 1992  | Krylja Sowietow Samara | Rosja | Priemjer-Liga    | 27    | 2    |
| 1993  | Krylja Sowietow Samara | Rosja | Priemjer-Liga    | 28    | 4    |
| 1994  | Lokomotiw Moskwa       | Rosja | Priemjer-Liga    | 20    | 3    |
| 1995  | Lokomotiw Moskwa       | Rosja | Priemjer-Liga    | 26    | 11   |
| 1996  | Lokomotiw Moskwa       | Rosja | Priemjer-Liga    | 27    | 2    |
| 1997  | Lokomotiw Moskwa       | Rosja | Priemjer-Liga    | 31    | 3    |
| 1998  | Lokomotiw Moskwa       | Rosja | Priemjer-Liga    | 27    | 1    |
| 1999  | Lokomotiw Moskwa       | Rosja | Priemjer-Liga    | 27    | 9    |
| 2000  | Lokomotiw Moskwa       | Rosja | Priemjer-Liga    | 22    | 4    |
| 2001  | Lokomotiw Moskwa       | Rosja | Priemjer-Liga    | 3     | 0    |
| 2001  | Dinamo Moskwa          | Rosja | Priemjer-Liga    | 11    | 1    |
| 2002  | Dinamo Moskwa          | Rosja | Priemjer-Liga    | 23    | 5    |
| 2003  | Dinamo Moskwa          | Rosja | Priemjer-Liga    | 8     | 1    |
| 2004  | Saturn Ramienskoje     | Rosja | Priemjer-Liga    | 2     | 0    |
| 2004  | Bałtika Kaliningrad    | Rosja | Pierwyj diwizion | 14    | 5    |
| 2005  | Łada Togliatti         | Rosja | Wtoroj diwizion  | 13    | 3    |

## Kariera reprezentacyjna
W reprezentacji Rosji Charłaczow zadebiutował 28 sierpnia 1996 roku w zremisowanym 2:2 towarzyskim meczu z Rosją, rozegranym w Moskwie. Od 1996 do 1998 roku rozegrał w kadrze narodowej 6 meczów.